# اریک لونیس
اریک لونیس (انگلیسی: Erick Lonnis؛ زادهٔ ۹ سپتامبر ۱۹۶۵) یک بازیکن فوتبال اهل کاستاریکا است.